# Kirk Allen
Kirk Blaine Allen (ur. 3 maja 1971 w Calgary) – kanadyjski skoczek narciarski. Olimpijczyk (1992), czterokrotny uczestnik mistrzostw świata juniorów (1987–1990).

## Biografia
3 grudnia 1988 w Thunder Bay zadebiutował w konkursie Pucharu Świata, zajmując 60. miejsce. W latach 1988–1992 wystąpił 30 razy w zawodach tego cyklu (z czego 2 razy odpadał w kwalifikacjach), ani razu nie zdobywając punktów. Dwukrotnie zajmował jednak miejsca w czołowej „trzydziestce” konkursów PŚ (wówczas punkty do klasyfikacji generalnej zdobywało tylko 15 najlepszych skoczków zawodów) – 1 grudnia 1991 w Thunder Bay był 19., a 24 marca 1991 w Planicy zajął 30. miejsce.
Czterokrotnie brał udział w mistrzostwach świata juniorów – w 1987 był 56. indywidualnie, w 1988 55. indywidualnie i 15. drużynowo, w 1989 46. indywidualnie i 12. drużynowo, a w 1990 45. indywidualnie i 13. drużynowo
W 1992 wystartował w zimowych igrzyskach olimpijskich rozgrywanych w Albertville, plasując się indywidualnie na 53. (skocznia duża) i 55. miejscu (obiekt normalny), a drużynowo był 14.

## Życie prywatne
Jego ojcem był Craig Allen, dyrektor reprezentacji Kanady w skokach narciarskich w latach 1988–1992. Z kolei bratem Kirka Allena był Kevin Allen, który również uprawiał skoki narciarskie (w latach 1988–1989 trzykrotnie wystąpił w konkursach Pucharu Świata rozgrywanych w Kanadzie, zajmując miejsca w siódmej, ósmej i dziewiątej dziesiątce).